# Münchener Bach-Orchester
La Münchener Bach-Orchester è un ensemble di musica classica e barocca con sede a Monaco di Baviera, in Germania, specializzato nell'esecuzione di opere di Johann Sebastian Bach. È stata fondata nel 1954 dal direttore d'orchestra Karl Richter.

## Storia
Dopo aver fondato il Münchener Bach-Chor nel 1954, Karl Richter formò la Münchener Bach-Orchester per fornire al coro un accompagnamento orchestrale. Essa si affermò rapidamente come un importante ensemble internazionale a pieno titolo. Questa iniziò a girare il mondo, esibendosi a Parigi, Mosca, Tokyo e New York. Prima che la pratica esecutiva storicamente informata guadagnasse popolarità, l'orchestra di Richter era particolarmente nota per le sue interpretazioni delle opere di Johann Sebastian Bach, Georg Friederich Händel e di altri compositori barocchi. Oltre alla musica barocca, l'orchestra ha eseguito anche opere di Ludwig van Beethoven, Claudio Monteverdi e Sofia Gubaidulina.
L'orchestra tutt'oggi si esibisce nelle principali sale da concerto di Monaco come il Gasteig, l'Herkulessaal e il Prinzregententheater, spesso insieme al Münchener Bach-Chor.

## Registrazioni
Numerose registrazioni della Münchener Bach-Orchester sono state effettuate per l'etichetta Deutsche Grammophon e della Archiv Produktion, comprese collaborazioni con noti solisti come Dietrich Fischer-Dieskau, Fritz Wunderlich, Edith Mathis e Maurice André.
Nel 1977 la registrazione del primo movimento del secondo Concerto Brandeburghese di Bach, diretta dallo stesso Karl Richter, fu selezionata dalla NASA per essere inclusa nel Voyager Golden Record, un disco in rame placcato d'oro che fu inviato nello spazio. Il disco contiene suoni e immagini selezionati come esempi della diversità della vita e della cultura sulla Terra.

## Direttori d'orchestra
Karl Richter è stato direttore sia dell'orchestra che del coro dalla sua fondazione nel 1954. Alla sua morte, avvenuta nel 1981, gli successe Hanns-Martin Schneidt, che è stato direttore artistico dal 1984 al 2001. Oggi entrambi gli ensemble sono guidati da Hansjörg Albrecht.
L'orchestra ha anche lavorato con numerosi direttori ospiti, tra cui Leonard Bernstein (che diresse il concerto commemorativo di Richter nel 1981), Bruno Weil e Peter Schreier.